# ثيودور لوس
ثيودور لوس (بالألمانية: Theodor Loos)‏ (و. 1883 – 1954 م) هو ممثل مسرحي، وممثل أفلام ألماني، ولد في تسفينغنبرغ، بدأ مشواره المهني سنة 1916، توفي في شتوتغارت، عن عمر يناهز 71 عاماً.

## جوائز
حصل على جوائز منها:

وسام صليب القائد من رتبة استحقاق من جمهورية ألمانيا الاتحادية

## وصلات خارجية
- ثيودور لوس على موقع IMDb (الإنجليزية)
- ثيودور لوس على موقع مونزينجر (الألمانية)
- ثيودور لوس على موقع ألو سيني (الفرنسية)
- ثيودور لوس على موقع أول موفي (الإنجليزية)
- ثيودور لوس على موقع قاعدة بيانات الأفلام السويدية (السويدية)
- ثيودور لوس على موقع قاعدة بيانات الفيلم (الإنجليزية)
- ثيودور لوس على موقع كينوبويسك (الروسية)